# ثيرفيرا دي لا كانيادا
بلدية ثيرفيرا دي لا كانيادا (بالإسبانية: Cervera de la Cañada) هي بلدية تقع في مقاطعة سرقسطة التابعة لمنطقة أراغون شمال شرق إسبانيا.

## الديموغرافيا
بلغ عدد سكان بلدية ثيرفيرا دي لا كانيادا 313 نسمة عام 2011 (وفقاً للمعهد الوطني الإسباني للإحصاء).
| 354 | 351 | 339 | 332 | 329 | 322 | 313 |